# AltiVec
AltiVec to stało- i zmiennopozycyjny zestaw instrukcji klasy SIMD zaprojektowany przez konsorcjum AIM (Apple, IBM i Motorola), zaimplementowany w mikroprocesorach PowerPC serii G4 (Motorola) oraz G5 (IBM). AltiVec jest zarezerwowanym znakiem handlowym firmy Motorola, więc pozostali członkowie konsorcjum używają nazw Velocity Engine (Apple) oraz VMX (IBM).